# مظهر رسلان
مظهر رسلان (عربی: مظهر رسلان؛ ۱۸۸۶ – ۲۸ مهٔ ۱۹۴۸) سیاست‌مدار اهل اردن بود. وی از ۱۵ اوت ۱۹۲۱ تا ۱۰ مارس ۱۹۲۲ نخست‌وزیر اردن بود.